# Resolutie 2288 Veiligheidsraad Verenigde Naties
Resolutie 2288 van de Veiligheidsraad van de Verenigde Naties werd op 25 mei 2016 unaniem aangenomen door de VN-Veiligheidsraad. De resolutie beëindigde het wapenembargo tegen Liberia. Met het beëindigen van de reisverboden en financiële sancties in september waren hiermee alle sancties tegen het land opgeheven.
George Patten, de vertegenwoordiger van Liberia, zei nog dat het nut van sancties vaak in vraag werd gesteld, maar dat deze tegen zijn land in grote mate hadden bijgedragen aan stabiliteit en economisch herstel, doordat ze gericht waren tegen personen die de vrede ondermijnden en de illegale handel in onder meer hout en diamant.

## Achtergrond
Na de hoogdagen onder het decennialange bestuur van William Tubman, die in 1971 overleed, greep Samuel Doe de macht. Zijn dictatoriale regime ontwrichtte de economie en er ontstonden rebellengroepen tegen zijn bewind, waaronder die van de latere president Charles Taylor. In 1989 leidde de situatie tot een burgeroorlog waarin de president vermoord werd. De oorlog bleef nog doorgaan tot 1996. Bij de verkiezingen in 1997 werd Charles Taylor verkozen en in 1999 ontstond opnieuw een burgeroorlog toen hem vijandige rebellengroepen delen van het land overnamen. Pas in 2003 kwam er een staakt-het-vuren en werden VN-troepen gestuurd. Taylor ging in ballingschap en de regering van zijn opvolger werd al snel vervangen door een overgangsregering. In 2005 volgden opnieuw verkiezingen en werd Ellen Johnson Sirleaf de nieuwe president. In 2011 werd ze herkozen voor een tweede ambtstermijn. In 2014 brak in West-Afrika een ebola-epidemie uit die ook Liberia trof.

## Inhoud
In resolutie 1521 uit 2003 was bepaald dat het wapenembargo dat toen werd opgelegd weer opgeheven kon worden als het staakt-het-vuren in Liberia gerespecteerd bleef, de hervorming van de veiligheidsdiensten voltooid was, het vredesproces volledig uitgevoerd werd en de stabiliteit van Liberia en de landen rondom verzekerd was.
Men concludeerde nu dat aan deze voorwaarden was voldaan. Derhalve werd het wapenembargo tegen Liberia met onmiddellijke ingang opgeheven, alsook het comité en het expertenpanel die toezagen op de uitvoering ervan.
Lijst ·  2260 ·  2261 ·  2262 ·  2263 ·  2264 ·  2265 ·  2266 ·  2267 ·  2268 ·  2269 ·  2270 ·  2271 ·  2272 ·  2273 ·  2274 ·  2275 ·  2276 ·  2277 ·  2278 ·  2279 ·  2280 ·  2281 ·  2282 ·  2283 ·  2284 ·  2285 ·  2286 ·  2287 ·  2288 ·  2289 ·  2290 ·  2291 ·  2292 ·  2293 ·  2294 ·  2295 ·  2296 ·  2297 ·  2298 ·  2299 ·  2300 ·  2301 ·  2302 ·  2303 ·  2304 ·  2305 ·  2306 ·  2307 ·  2308 ·  2309 ·  2310 ·  2311 ·  2312 ·  2313 ·  2314 ·  2315 ·  2316 ·  2317 ·  2318 ·  2319 ·  2320 ·  2321 ·  2322 ·  2323 ·  2324 ·  2325 ·  2326 ·  2327 ·  2328 ·  2329 ·  2330 ·  2331 ·  2332 ·  2333 ·  2334 ·  2335 ·  2336